# شو تشين
شو تشين: (بالصينية: 许勤 )، (بالإنجليزية: Xu Qin ) ، (مواليد أكتوبر 1961) هو سياسي صيني ، وأمين الحزب الشيوعي في هيلونغجيانغ ، شغل سابقًا منصب حاكم مقاطعة خبي ، وقبل ذلك ، كان رئيسًا للبلدية ، ثم رئيس حزب شنجن المنطقة الاقتصادية الخاصة الأبرز في الصين.

## حياته
ولد في يانيونغانغ، في عام 1961، تم قبوله في معهد بكين للتكنولوجيا في أكتوبر 1978 لدراسة الهندسة الكهروضوئية ،بعد تخرجه في عام 1982 ، تم تكليفه من قبل الدولة بمصنع 559 (لاحقًا جزء من نورينكو )، لإجراء بحث علمي في التطبيقات العسكرية ، حصل على الماجستير في عام 1987، التحق بلجنة التخطيط الوطنية (سابقة للجنة الوطنية للتنمية والإصلاح ) ، حيث بدأ حياته المهنية كموظف حكومي يتمتع بمهارات فنية.
عمل على مدار العشرين عامًا في نظام التخطيط الاقتصادي ، ودعم الصناعات التي تديرها الدولة والمتعلقة بالميكانيكا الكهربائية، التحق بكلية جوانجوا للإدارة للحصول على ماجستير إدارة الأعمال في عام 2001 ، بدأ بالإشراف على التخطيط عالي التقنية كجزء من اللجنة الوطنية للتنمية والإصلاح في عام 2003، في عام 2004 حصل على درجة الدكتوراه من جامعة هونغ كونغ المتعددة التكنولوجية . 
في أبريل 2008 ، تم نقله إلى المنطقة الاقتصادية الخاصة في شنجن ليصبح نائب العمدة التنفيذي ، تم تعيينه عمدة مدينة شنجن (الصين) في يونيو 2010 .   كان عمدة خلال الانهيار الأرضي في شنجن عام 2015 ، وهو حادث صناعي اعتبر لاحقًا نتج عن عوامل بشرية ، واعتذر باسم الحكومة عن الحادث وانحنى للجمهور للاعتراف بمسؤوليته ، شغل منصب رئيس الحزب شنجن ورئيس البلدية لبضعة أشهر في وقت واحد. 
في أبريل 2017 ، تم نقل إلى خبي كنائب لرئيس الحزب والمحافظ المعين ، وتم تأكيده كمحافظ لخبي من قبل مجلس الشعب الإقليمي في 26 أبريل 2017 ، وأشرف على تخطيط منطقة شيونغان الجديدة وتكامل المنطقة الاقتصادية بين بكين وتيانجين وخبي.  في 18 أكتوبر 2021 ، تم نقله إلى مقاطعة هيلونغجيانغ بشمال شرق الصين وعين أمينًا للحزب الشيوعي فيها . 

## روابط خارجية
- ملف قمة مدن آسيا والمحيط الهادئ